# Marie Khone Faye
Marie Khone Faye est la première épouse de Bassirou Diomaye Faye, co-épouse de Absa Faye, et Première dame du Sénégal.

## Biographie

### Enfance, éducation et débuts
Marie Khone Faye est l'aînée d'une famille de sept enfants. Son père, Mbaye Faye, est enseignant de formation à la retraite à Ndiaganiao et sa mère, Coumba Faye, est mère au foyer. Elle fait des études élémentaires à l’école Marie-Béatrice de la mission catholique. Elle est titulaire d'un baccalauréat série S2 du lycée Abdoulaye-Sadji de Rufisque, d’un master 1 de la FASEG à l’université Cheikh-Anta-Diop de Dakar et d'un master en Banque et assurance à l’Institut supérieur de management de Dakar.
Son père, sur les circonstances de leur mariage, confie : 

« Un jour, Bassirou est venu ici pour me dire qu'il veut se marier. Ma réponse était : Bah, tu veux que j'aille demander la main d'une fille en ton nom ? Il me dit non. Ma femme ne sort pas de cette maison. Je lui demande à nouveau. Mais c'est qui celle-là ? Il me dit : c'est Marie Khone ta fille »

### Carrière
En 2015 et en 2016, Marie Khone Faye travaille à l’institution de microfinance Alliance de crédit et d’épargne pour la production (ACEP) à Dakar, avant de se consacrer à la vie de foyer.

### Première dame du Sénégal
Elle devient Première dame, en même temps que sa co-épouse Absa Faye, lors de l'investiture de Bassirou Diomaye Faye.
Elle effectue sa première sortie officielle le 19 juin 2024, en accompagnant son mari en France dans le cadre du Forum mondial pour la souveraineté et l'innovation vaccinales.
Le 5 septembre 2024, à Pékin, elle fait son premier discours officiel à l'occasion de la conférence dédiée à l'éducation des filles et à l'autonomisation des femmes, en marge des activités du Forum sur la coopération sino-africaine 2024.
Du 31 octobre 2024 au 2 novembre 2024, elle accompagne le président Bassirou Diomaye Faye en tournée diplomatique en Arabie saoudite et en Turquie.

## Vie privée
Marie et son mari Faye ont quatre enfants, trois garçons et une fille,.